# Bimastos eiseni
Espèce
Bimastos eiseni est une espèce de vers de terre de la famille des Lumbricidae et du genre Bimastos. Elle appartient au groupe des épigés et se rencontre dans la litière forestière et sous l'écorce de bois mort. Originaire des régions froide de l'Europe de l'Ouest, elle a été introduite dans de nombreuses îles ainsi qu'en Amérique du Nord, en Afrique du Sud, dans l'ouest de l'Himalaya et en Nouvelle-Zélande.

## Description
Bimastos eiseni est un ver de terre arborant une coloration rouge violacé foncé. Il mesure de 4 à 6 cm de long pour un diamètre de 2 à 3 mm et pèse de 0,1 à 0,2 g.

## Écologie
Bimastos eiseni est une espèce épigée qui apprécie les milieux riches en matière
organique de la litière forestière principalement sous les écorces de bois mort,.

## Biologie
Ce ver de terre a un régime alimentaire sapro-coprophage. Il se reproduit par parthénogénèse. Il peut produire plusieurs cocons par mois, chacun d'entre eux contenant en moyenne trois individus qui deviennent adulte au bout d'un mois et demi environ.

## Distribution
Bimastos eiseni semble limitée aux régions relativement froides et humides. Il s'agit d'une espèce nomade originaire de la côte atlantique qui a été introduite à Madère, aux Açores, aux Canaries, à Sainte-Hélène, aux États-Unis (Tennessee et Alaska), en Afrique du Sud, dans l'ouest de l'Himalaya et en Nouvelle-Zélande.

## Systématique
L'espèce a été décrite en 1884 par le zoologiste danois Georg Marius Reinald Levinsen (d) (1850-1914) sous le protonyme Lumbricus eiseni,.

### Liste des sous-espèces
Selon World Register of Marine Species (25 décembre 2022) :
- Bimastos eiseni eisini (Levinsen, 1884)
- Bimastos eiseni gracilis Friend, 1911

### Synonymes
Bimastos eiseni a pour synonymes :
- Allolobophora eiseni (Levinsen, 1884)
- Allolobophora rubra Bretscher, 1900
- Allolobophoridella eiseni (Levinsen, 1884)
- Bimastos beddardi Mihailova, 1966
- Bimastos oltenicus Pop, 1938
- Bimastus eiseni
- Bimastus oltenicus Pop, 1938
- Dendrobaena merciensis Friend, 1911
- Lumbricus eiseni Levinsen, 1884

### Publication originale
- (da) G.M.R. Levinsen, « Systematisk-geografisk Oversigt over de nordiske Annulata, Gephyrea, Chaetognathi og Balanoglossi », Videnskabelige Meddelelser fra den naturhistoriske Forening i Kjöbenhavn, Danemark, vol. 45,‎ 1884, p. 92-350 (ISSN 0373-3874, lire en ligne).